# Leonid Gozman
Leonid Jakovlevič Gozman (* 13. července 1950, Leningrad) je ruský politik a prezident politického hnutí Svaz pravicových sil. Byl spolupředsedou strany Pravoje delo (rusky Правое дело) od roku 2008 do června 2011. Původním vzděláním je psycholog.

## Život
Narodil se v Leningradu. V roce 1976 promoval na Fakultě psychologie Moskevské státní univerzity s titulem PhD a ve stejném roce zde začal vyučovat.

### Ukrajinská krize
V září 2014 podepsal prohlášení namířené proti válce na východní Ukrajině, usilující o stažení ruských jednotek. Znovu podepsal protiválečnou petici v lednu 2022 během rusko-ukrajinské krize.
V květnu 2022 byl v Rusku prohlášen za „zahraničního agenta“. Dne 25. července 2022 byl zadržen ruskou policií v Moskvě „kvůli své údajné neschopnosti dostatečně rychle informovat úřady o svém občanství Izraele“.
V srpnu 2022 strávil 15 dní ve vězení kvůli dva roky starému příspěvku na Facebooku: „Hitler je absolutní zlo, ale Stalin je ještě horší. Esesáci byli zločinci, ale NKVD byla ještě strašnější, protože čekisté zabíjeli vlastní lidi. Hitler rozpoutal válku s lidstvem. Komunisté vyhlásili totální válku svému vlastnímu lidu.“ Když vyšel z vězení, byl ihned zadržen policií a odsouzen na dalších 15 dní za své totožné tvrzení z roku 2013.